# 安吉·兰伯特
安吉·兰伯特（英語：Angie Lambert，1981年2月1日—），旧姓斯柯文（Skirving），澳大利亚女子曲棍球运动员。她曾代表澳大利亚参加2000年、2004年和2008年夏季奥林匹克运动会曲棍球比赛，其中2000年奥运会获得一枚金牌。